# Lijst van Duitse legerkorpsen tijdens de Tweede Wereldoorlog
Dit artikel bevat alle Duitse korpsen die actief waren tijdens de Tweede Wereldoorlog.

## Legerkorps

### Infanteriekorps

#### I - IX
- I korps
- II korps
- III korps
- IV korps
- V korps
- VI korps
- VII korps
- VIII korps
- IX korps

#### X - XIX
- X korps
- XI korps
- XII korps
- XIII korps
- XVI korps
- XVII korps
- XVIII korps

#### XX - XXIX
- XX Korps
- XXI Korps
- XXIII Korps
- XXIV Korps
- XXV Korps
- XXVI Korps
- XXVII Korps
- XXVIII Korps
- XXIX Korps

#### XXX - XXXIX
- XXX Korps
- XXXII Korps
- XXXIII Korps
- XXXIV Korps
- XXXV Korps
- XXXVIII Korps

#### XXXX - XXXXIX
- XXXX Korps
- XXXXII Korps
- XXXXIII Korps
- XXXXIV Korps
- XXXXVI Korps
- XXXXVII Korps
- XXXXVIII Korps

#### L - LIX
- L Korps
- LI Korps
- LII Korps
- LIII Korps
- LIV Korps
- LV Korps
- LIX Korps

#### LX - LXIX
- LXII Korps
- LXIII Korps
- LXIV Korps
- LXV Korps
- LXVI Korps
- LXVII Korps
- LXVIII Korps
- LXIX Korps

#### LXX - LXXIX
- LXX Korps
- LXXI Korps
- LXXII Korps
- LXXIII Korps
- LXXIV Korps
- LXXV Korps
- LXXVI Korps
- LXXVIII Korps

#### LXXX - LXXXIX
- LXXX Korps
- LXXXI Korps
- LXXXII Korps
- LXXXIII Korps
- LXXXIV Korps
- LXXXV Korps
- LXXXVI Korps
- LXXXVII Korps
- LXXXVIII Korps
- LXXXIX Korps

#### LXXXX -
- LXXXX Korps
- LXXXXI Korps
- LXXXXVII Korps
- CI Korps

### Gemotoriseerde Korpsen
- III Gemotoriseerde Korps
- XIV Gemotoriseerde Korps
- XV Gemotoriseerde Korps
- XVI Gemotoriseerde Korps
- XIX Gemotoriseerde Korps
- XXII Gemotoriseerde Korps
- XXIV Gemotoriseerde Korps
- XXXIX Gemotoriseerde Korps
- XXXX Gemotoriseerde Korps
- XXXXI Gemotoriseerde Korps
- XXXXVI Gemotoriseerde Korps
- XXXXVII Gemotoriseerde Korps
- XXXXVIII Gemotoriseerde Korps
- LVI Gemotoriseerde Korps
- LVII Gemotoriseerde Korps

### Pantserkorpsen
- III Pantserkorps
- IV Pantserkorps
- VII Pantserkorps
- XIV Pantserkorps
- XXIV Pantserkorps
- XXXVIII Pantserkorps
- XXXIX Pantserkorps
- XXXX Pantserkorps
- XXXXI Pantserkorps
- XXXXVI Pantserkorps
- XXXXVII Pantserkorps
- XXXXVIII Pantserkorps
- LVI Pantserkorps
- LVII Pantserkorps
- LVIII Pantserkorps
- LXXVI Pantserkorps
- Pantserkorps "Feldhernhalle"
- Pantserkorps "Großdeutschland"

### Bergkorpsen
- XV Bergkorps
- XVIII Bergkorps
- XIX Bergkorps
- XXI Bergkorps
- XXII Bergkorps
- XXXVI Bergkorps
- XXXXIX Bergkorps
- LI Bergkorps
- Bergkorps Norwegen

### Reserve Korpsen
- LXI Reserve Korps
- LXII Reserve Korps
- LXIV Reserve Korps
- LXVI Reserve Korps
- LXVII Reserve Korps
- LXIX Reserve Korps
- LVIII Reserve-Pantserkorps

### Höheren Kommandos
- Höheres Kommando z.b.V. XXXI
- Höheres Kommando z.b.V. XXXII
- Höheres Kommando z.b.V. XXXIII
- Höheres Kommando z.b.V. XXXIV
- Höheres Kommando z.b.V. XXXV
- Höheres Kommando z.b.V. XXXVI
- Höheres Kommando z.b.V. XXXVII
- Höheres Kommando z.b.V. XXXXV
- Höheres Kommando z.b.V. LIX
- Höheres Kommando z.b.V. LX
- Höheres Kommando z.b.V. LXV
- Höheres Kommando z.b.V. LXX
- Höheres Kommando z.b.V. LXXI
- Höheres Kommando B
- Höheres Kommando Eifel
- Höheres Kommando H
- Höheres Kommando Kopenhagen
- Höheres Kommando Niederrhein
- Höheres Kommando Oberrhein
- Höheres Kommando Saarpfalz
- Höheres Kommando Vogesen

### Diverse Korpsen
- Afrika Korps
- Korps Bünau
- I Cavalerie Korps
- Korps z.b.V. Cramer
- Korps Eifel
- Korps Ems
- Korps Felber
- Korps Feldt
- Korps z.b.V. Förster
- Führungsstab z. b. V.
- Korps G
- Korps Gienanth
- Korps Harteneck
- Korps Hela
- Korps z.b.V. Höhne
- Korps Kaupisch
- Korps z.b.V. Kleffel
- Korps Knieß
- Korps Lombardia
- Korps Mieth
- Korps Müller
- Korps Nord-Bretagne
- Korps Oberrhein
- Korps Oder
- Korps Raus
- Korps von Rothkirch
- Korps Saarpfalz
- Korps Scheele
- Korps Schelde
- Korps Schultz
- Korps Tettau
- Korps Witthöft
- Korps Wodrig
- Korps Y
- Korps z.b.V.

## Waffen-SS

### SS Infanterie Korpsen
- VI SS Korps
- X SS Korps
- XI SS Korps
- XII SS Korps
- XIII SS Korps
- XIV SS Korps
- XVI SS Korps
- XVII SS Korps
- XVIII SS Korps

### SS Pantser Korpsen
- I SS Pantserkorps Leibstandarte
- II SS Pantserkorps
- III (Germaanse) SS Pantserkorps
- IV SS Pantserkorps
- VII SS Pantserkorps

### SS Korpsen diversen
- V SS Bergkorps
- VIII SS Cavalerie Korps
- IX SS Bergkorps
- XV SS Kozakken Cavalerie Korps

## Luftwaffe

### Fliegerkorps (Lucht Korps)
- I Fliegerkorps
- II Fliegerkorps
- III Fliegerkorps
- IV Fliegerkorps
- V Fliegerkorps
- VI Fliegerkorps
- VII Fliegerkorps
- VIII Fliegerkorps
- XI Fliegerkorps
- X Fliegerkorps
- XI Fliegerkorps
- XII Fliegerkorps
- XIII Fliegerkorps
- XIV Fliegerkorps
- Fliegerkorps Tunis

### Jagdkorps
- I Jagdkorps
- II Jagdkorps

### Flak Korps
- I Flak Korps
- II Flak Korps
- III Flak Korps
- IV Flak Korps
- V Flak Korps
- VI Flak Korps

### Fallschirm Korps (Parachutisten Korps)
- Luftlandekorps
- 1e Parachutistenkorps
- 2e Parachutistenkorps
- Parachutisten-Pantserkorps Hermann Göring

### Feld Korpsen
- 1e Luftwaffen-Feldkorps
- 2e Luftwaffen-Feldkorps
- 3e Luftwaffen-Feldkorps
- 4e Luftwaffen-Feldkorps